# Esther de Lange
Esther de Lange, nizozemska političarka, * 19. februar 1975, Spaubeek, Nizozemska.
Od leta 2007 je poslanka v Evropskem parlamentu, kjer kot članica stranke Krščansko demokratski apel (Christen-Democratisch Appèl) pripada skupini Evropske ljudske stranke. Od leta 2014 je vodja delegacije CDA v Evropskem parlamentu.

## Življenjepis
Esther de Lange se je rodila 19. februarja 1975 v mestu Spaubeek v Južnem Limburgu. Izobraževala se je na liceju Dr. F. H. de Bruijne v Utrechtu, nato pa v Haagu diplomirala iz evropskih študij. Eno leto študija je preko projekta Erasmus preživela v Lyonu v Franciji, kjer je študirala politologijo. Leta 1998 je zagovarjala diplomo na temo Amsterdamske pogodbe. Na Université libre de Bruxelles je kasneje še magistrirala iz mednarodnih odnosov. V času izobraževanja je bila dejavna v Evropski organizaciji za brezdomce, prav tako v dveh nemških strokovnih organizacijah, kjer je delovala na področju evropskih zadev.

## Politika
Leta 1999 je začela aktivneje sodelovati v strankarski politiki, predvsem na področju evropskih zadev. Postala je predsednica strankarske delovne skupine za kmetijstvo in članica strankarskega odbora za Evropo.

### Evropska poslanka
23. aprila 2007 je postala evropska poslanka v skupini Evropske ljudske stranke ter bila ponovno izvoljena na vseh sledečih volitvah v Evropski parlament. Trenutno je Esther de Lange članica Odbora za ekonomske in monetarne zadeve (ECON) in Odbora za industrijo, raziskave in energetiko (ITRE). Je tudi članica delegacij za odnose Evropske unije z Združenimi državami Amerike in Rusko federacijo.
V skupini Evropske ljudske stranke je ena od namestnikov vodje Manfreda Webra.